# Lycodon laoensis
La serpiente lobo laosiana o serpiente lobo indochina (Lycodon laoensis) es una especie de serpiente del género Lycodon, de la familia de los colúbridos, originaria de Asia.

## Distribución
Habita en la India, Tailandia, Laos, Vietnam, Camboya, China (Yunnan), y Malasia.

## Descripción
Es una especie de serpiente de hábitos nocturnos.
- Longitud: 50 cm.